# 神野藤昭夫
神野藤 昭夫（かんのとう あきお、1943年 - ）は、日本の中古・中世国文学者。跡見学園女子大学名誉教授。

## 人物・来歴
東京都文京区生まれ。1967年早稲田大学国文科卒、1974年同大学院博士課程中退、1999年「散逸した物語世界と物語史」で博士（文学）の学位を取得、角川源義賞受賞。東京都立葛飾商業高等学校教諭、跡見学園大学助教授、教授、2011年退職、名誉教授、放送大学客員教授を務めた。

## 著書
- 『散逸した物語世界と物語史』（若草書房） 1998.2
- 『知られざる王朝物語の発見 物語山脈を眺望する』（笠間書院） 2008.10
- 『よみがえる与謝野晶子の源氏物語』（花鳥社） 2022.7

### 共著
- 『国文科へ行こう! 読む体験入学』（上野誠, 半沢幹一, 山崎眞紀子共著、明治書院） 2011.4

### 共編
- 『中世王朝物語を学ぶ人のために』（大槻修共編、世界思想社） 1997.9
- 『新編伊勢物語』（関根賢司共編、おうふう） 1999.1

### 監修
- 「物語文学研究叢書」全26巻（クレス出版） 1999
  1. 『竹取物語の研究 本文篇』（新井信之著）
  2. 『竹取物語の研究 校異篇・解説篇』（中田剛直著）
  3. 『新修竹取物語 / 新修竹取物語別記』（小島憲之編、塚原鉄雄著）
  4. 『宇津保物語研究』（富沢美穂子著、關みさを補訂）
  5. 『うつほ物語秘琴抄』（石川徹著）
  6. 『改訂宇津保物語俊蔭巻考注』（田中初夫著）
  7. 『狭衣物語 : 全訳王朝文学叢書』（吉沢義則著）
  8. 『浜松中納言物語 : 新註国文学叢書』（宮下清計著）
  9. 『校註夜半の寝覚』（藤田徳太郎, 増淵恒吉編著）
  10. 『住吉物語通釈 / 註解新訳住吉物語』（筥崎博道著 / 藤井乙男, 有川武彦著）
  11. 『校註篁物語 / 校註海人刈藻 ほか』（宮田和一郎著）
  12. 『大鏡成立論攷』（梅原隆章著）
  13. 『栄華物語詳解補註』（岩野祐吉著）
  14. 『古代小説史』（長谷川福平著）
  15. 『物語の様式』（森岡常夫著）
  16. 『物語文学 : 日本文学大系 / 物語文学 : 日本文学教養講座』（池田亀鑑著）
  17. 『物語文学概説 / 物語文学』（南波浩著）
  18. 『物語文学攷 : 平安時代』（宮田和一郎著）
  19. 『平安時代 : 前期上 : 日本文学史』（西下経一著）
  20. 『日本小説史論』（藤田徳太郎著）
  21. 『王朝文学の歴史と精神』（藤田徳太郎著）
  22. 『平安朝文芸の精神』（窪田空穂著）
  23. 『中古日本文学の研究』（堀部正二著）
  24. 『説話文学と絵巻』（益田勝実著）
  25. 『日本文学論考』（清水泰著）
  26. 『室町時代小説論』（野村八良著）
- 『越境する雅楽文化』（多忠輝共監修、書肆フローラ） 2009.9

### 校訂
- 「八重葎 / 別本八重葎」（校訂・訳注、笠間書院、『中世王朝物語全集13』） 2019.3